# コレジオ
コレジオ（ポルトガル語: colégio、学林）は、聖職者育成のための神学校（最高学府）である。コレジヨともいう。狭義では、イエズス会によって1581年（天正9年）に豊後国府内（現大分県大分市）に設置されたものを指す。その施設は島原の加津佐（現長崎県南島原市）を経て、熊本の天草（現熊本県天草市）、その後長崎に移転した。
現在は、旧長崎大司教館に設けられたカトリック長崎大司教区が運営する司祭を目指す神学生の寄宿学習施設「長崎コレジオ」として名を残している。

## 概要

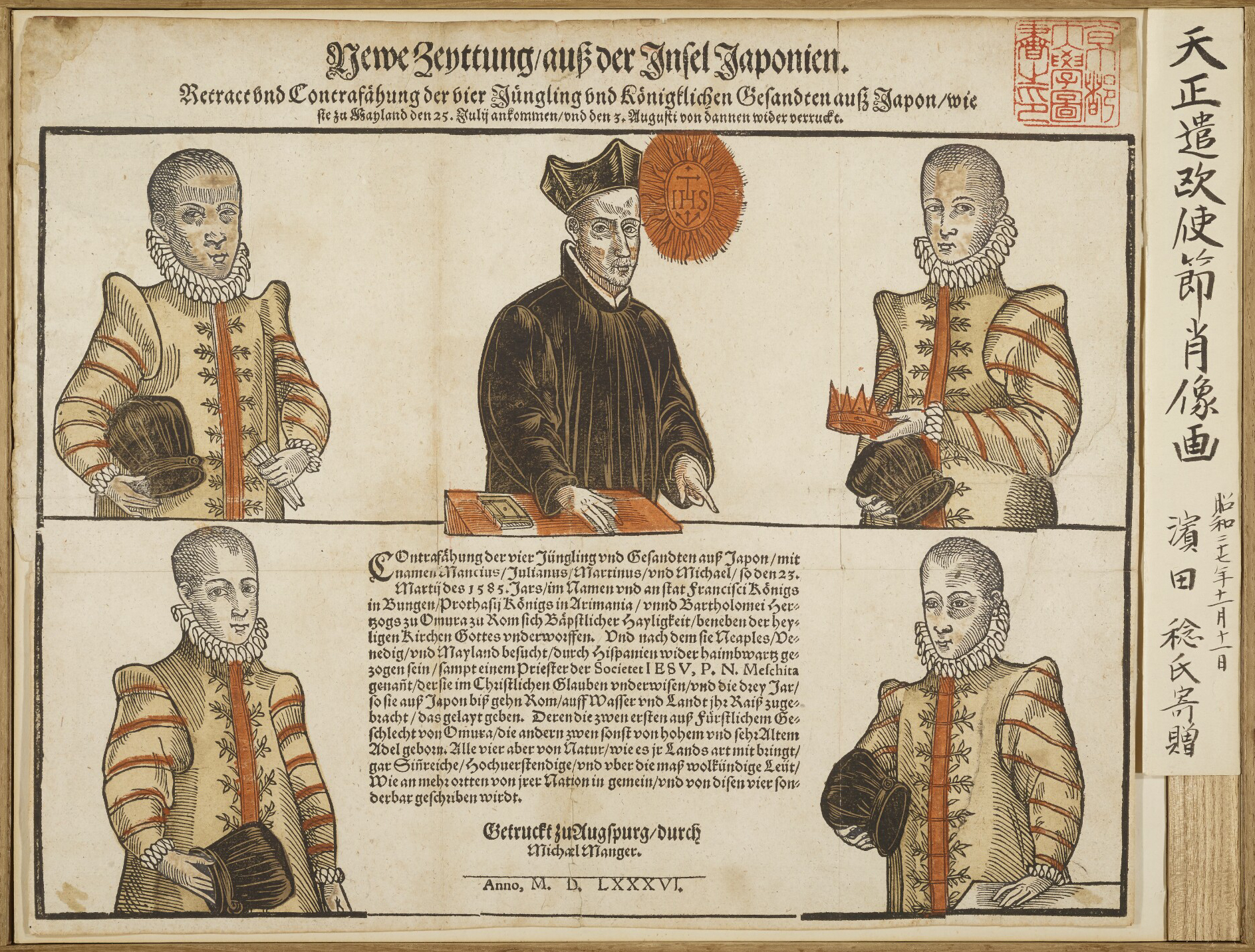
天正遣欧少年使節の来訪を伝える印刷物、1586年（京都大学図書館蔵）伊東は右上、中浦は右下、千々石は左上、原は左下

### 府内・加津佐コレジオ
1579年に巡察師として日本を訪れたアレッサンドロ・ヴァリニャーノは、当時の日本地区の責任者であったフランシスコ・カブラルの方針を改めて、日本人聖職者育成のため各地に教育施設の設置を進めた。府内のコレジオは、1580年（天正8年）に有馬（現長崎県南島原市）と安土（現滋賀県近江八幡市安土町）に設立されたセミナリヨ、同年に臼杵（現大分県臼杵市）に設立されたノビシャド（修練院のこと）とともに、その一環として設けられたものである。
当時、府内はキリスト教の有力な庇護者であった大友義鎮（大友宗麟）の本拠地であり（ただし、宗麟は1576年（天正4年）に家督を息子の大友義統に譲り、臼杵の丹生島城に居を移して二元統治を行っている）、日本におけるキリスト教布教の拠点として、宣教師が滞在し、数多くの信者を抱えていた。
府内に開設されたコレジオでは、聖職者育成と一般教養の両方の教育が行われ、キリシタンに改宗した士族や宣教師を志す日本人・外国人に対して、キリスト教、ラテン語、音楽、数学などの講義が行われた。また、養方軒パウロなどにより外国人宣教師のための日本語の講義も行われたという。ポルトガル王国出身の宣教師・通訳で、日本に関する重要な著作を遺したジョアン・ロドリゲスは、臼杵のノビシャドを経て、府内のコレジオで学んだとされる。
しかし、府内は1586年（天正14年）に島津家久による焼き討ちに遭い、壊滅（豊薩合戦）。コレジオは、その後、1590年（天正18年）に島原の加津佐に移った。加津佐では日本初となる活版印刷機（グーテンベルク印刷機）を導入。以降、コレジオではキリシタン版の出版が行われた。

### 天草コレジオ
コレジオは1591年5月、さらに奥まったところに潜伏するために、加津佐から天草に移動した。この時の移動には、有力キリスト教徒領主等の勧めがあった。折からインディア副王への秀吉の返書を、少しでも教会に対して穏やかな内容に修正してもらう交渉をしていた最中であった。「天草国人一揆（天正の天草合戦）」（1589年）で小西行長と加藤清正の連合軍に敗れた天草久種が、講和し、小西の家臣団に組み込まれた後、領地を安堵された。天草コレジオは、天草氏が提供した家屋とイエズス会が所有していたカザを基に作られ、大村の修練院も同地に移された。
コレジオが天草にあったのは1597年（慶長2年）9月または10月まで存在した。天正遣欧少年使節の伊東マンシオ、原マルティニョ、中浦ジュリアン、千々石ミゲルなどもそこで勉強した。
グーテンベルク式の金属活字印刷機で羅葡日対訳辞書や『平家物語』、『エソポのファブラス』（『イソップ物語』）、など文学書や信心書など12種類が刊行された。その内、『平家物語』（ブリティッシュ・ミュージアム蔵）は序文の「読誦（どくしょう）の人に対して書す」から作者はイルマン・不干・ハビアン（ファビアン）とされる。口語の対話体に編集され、一つの異本とされる。外国人宣教師などに、日本の歴史や日本語を習得させるために作成されたものという。
天草コレジオの院長（レイトル）はカステリア人のパードレ・フランシスコ・カルデロンそして1596年には副院長だったポルトガル人でパードレ・ディオゴ・デ・メスキタが就任した。1591年10月6日時点で、天草コレジオ居住者はパードレ・イルマン合わせて約60人。同宿・従僕合わせて60人以上で、合計120人を超える規模だった。（修練院所属の修練者も含まれる。）コレジオと修練院が同じ建物で教室、個室、共同部屋などがあった。また、用務部屋には食糧倉庫、調理・食堂などがあり、そして印刷所があった。
教育内容はラテン語（含古典学）や良心問題、「要綱」（ラテン語の原文または主要部分の邦訳書）、日本語の学文（文字と文書体、日本の書籍）などを学んだ。。
サン・フェリペ号事件を契機に始まった迫害への対策で、1597年（慶長2年）10月頃、天草コレジオを取り壊して、印刷機と共に長崎（トドス・オス・サントス）に移動した。。

## 天草コレジオ跡地論争について・研究史
天草でのコレジオの位置については、本渡、河浦など諸説あり、論争が続いてきた。
天草伊豆守種元の本戸（本渡）城下やその周辺にあったとするこれまでの説に対し、1958年に今村義孝が新聞に、また鶴田倉造が『熊本史学』に「天草学林河内浦説の提唱」を発表し、論争に火がついた。それによるとルイス・フロイスの『日本史』など外国文献から当時、宣教師たちが指す天草は本渡ではなく、河内浦（河浦）であって「天草コレジオ」は河内浦に天草久種（ドン・ジョアン）が誘致したとする説である。
1985年には本渡町本戸馬場の河内山ため池から十字架を刻んだ石碑が見つかる。天草郷土資料館の錦戸宏館長がコレジオ跡地ではないかと新聞に発表した。錦戸館長によると、
（1）『天草郡資料』の天草家乗誌第4号知行目録類の本砥（本渡）百姓中にあてた小西行長花押の書簡に「天草殿（現河内浦城主）を本砥（本渡）の代官にしたからその下知に従え」とある。
（2）1590年の日本イエズス会第2回総協議会で「天草の全諸島の中央に位置する本渡の城下に本拠を置く」との決定事項がある。
このことから、天草久種は小西行長の家臣団に組み込まれた後、河浦から本渡に中心が移り、本渡にコレジオができたのではないかと主張した。
河浦説の候補地だった旧河浦中学校校庭は洪水被害が頻繁に起こり、ここは不適だと撤回。その後、河内浦古城山の天満宮境内や一町田の安養寺（真宗）ではないかと推定。安養寺は1990年、寺社再建のため境内を整地したところ、河内浦城から出土したものと同じ中世の土師器や青磁、白磁の破片などが出土したが、キリシタン遺物は出なかった。また墓地に島原・天草の乱後のものだが1667（寛文7）年没と刻まれたキリシタン様式の墓碑と推定される青木源太夫の墓もある。
一方、本渡説の候補地は、本渡町の丸尾ヶ丘や本渡町本戸馬場の河内山ため池付近（西の久保公園）などがある。東向寺出土とされていた天草郷土資料館旧蔵「コレジオの鐘」は同館の調査によると、東京国立文化財研究所の化学的分析で、鉛同位体比測定し、東アジア以外で作られたとの結果が出たが、製作年代が不明のため、イギリスの国立博物館でビクトリア＆アルバート博物館に鑑定を依頼したところ19世紀のもので、1840年～1860年に作られた青銅の鋳物であり、天草コレジオとは一切、関係がないことが分かった。後に錦戸も東向寺出土を否定している。
本渡町の丸尾ヶ丘と河浦支所横の公園（旧河浦中学校校庭）には、それぞれ天草コレジオ跡をうたう記念碑が建てられているが、天草市は「コレジオはここ、という公式見解は持っていない」との立場を示した。
しかし、2001年6月、長崎市にある日本二十六聖人記念館の結城了悟元館長が発行した冊子『天草コレジヨ』に、フランシスコ・ロドリゲス神父の記事の訳文を示し、河浦（河内浦）にコレジオがあったとして「疑問の余地がない」と発表。しかし出典に記事はなく、原文の公開を求めても「史料を提供してくれた友人が亡くなり、連絡が取れない」との理由で、史料は公開されないまま2008年、結城は亡くなる。
その11年後の2019年11月から、インターネット放送局の天草テレビが調査報道の過程で、その古文書は大英図書館に所蔵されていることを突き止めた。東京大学史料編纂所の記録によると1988年頃にはすでに大英博物館ではなく、大英図書館が所蔵していたことも分かった。写真を入手し、慶應義塾大学の高瀬弘一郎名誉教授に解読を依頼。2020年2月9日、地元の研究家らで作る天草キリシタン研究会が西日本新聞に発表した。高瀬の訳によると「天草の内のカワチノウラ（河内浦）という地では彼らは慰められた。そこは迫害の時に、永年にわたりコレジオがひっそりと存在した地であった。」と書かれている。所在地について現在の熊本県天草市河浦にあったことを示す史料で、具体的な地名について言及した文書の原本が確認されたのは初めてとなる。また2020年10月発行の天草テレビ出版・編著『天草キリシタン10の謎』で原本の写真が初めて公開された。
さらに天草テレビは調査報道の過程で2020年3月にオーストリアのウイーンにあるオーストリア国立図書館で新史料を発見。天草キリシタン研究会で2020年4月20日、同局の番組と、さらに5月11日に西日本新聞、同年6月4日の朝日新聞で発表した。この史料はイエズス会宣教師のルイス・ピニェイロが1617年にスペインのマドリッドで出版したスペイン語の書物「われわれの聖信仰が日本諸王国において得た成果の報告」だ。巻末にはイエズス会のパードレたちが日本に所有していたカザ（修院）、レジデンシア（駐在所）、および迫害で失われたもの、その移動についての一覧の中に「肥後国、河内浦」には「コレジオ」があったと書かれている。
一方、本渡は栖本、久玉、大矢野と同様にレジデンシアがあったことが書かれており、本渡にコレジオがあったとは書かれていない。高瀬弘一郎は「天草コレジオが河内浦に所在した証拠の一つになる。跡地論争に関してはもはや議論の余地はない」とした。フランシスコ・ロドリゲス神父の『1601年度イエズス会年報』と、ルイス・ピニェイロの著書この2つの史料は河浦説を決定づけ、60年以上続いた跡地論争に終止符を打った。
また、1959年7月『熊本史学』に「天草学林河内浦説の提唱」を発表した天草キリシタン史研究家で熊本県宇城市の鶴田倉造が2020年4月に老衰のため熊本市内の病院で死去した。享年97歳だった。天草テレビは「面会した家族が証拠発見の知らせを伝えると、指でピースサインをした後『ありがとう・・』と微かな声で喜びを伝えた。そして2つ目の証拠が発見されたことを伝える天草テレビの番組が公開された2日後、結果を見届けたように息を引き取った。」と伝えている。
今後はこれを裏付ける国内史料や考古学の遺物や遺構の発見が鍵となる。